# Henry Hull

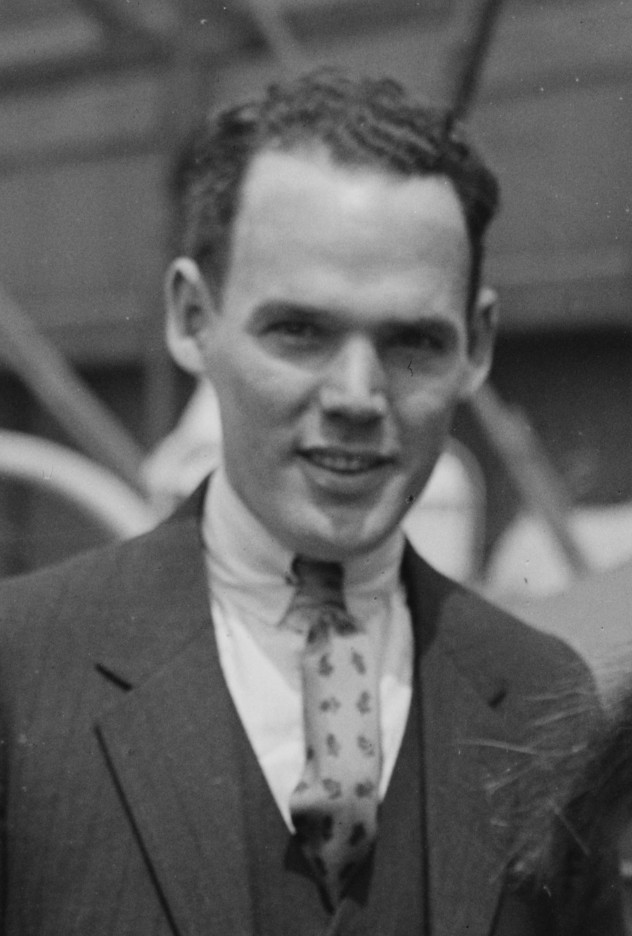
Henry Hull.

Henry Hull, född 3 oktober 1890 i Louisville, Kentucky, död 8 mars 1977 i Cornwall, England, var en amerikansk skådespelare. Hull medverkade som skådespelare i över 110 filmer och TV-produktioner. Han var även scenskådespelare på Broadway där han debuterade 1911 och gjorde sin sista produktion 1948.

## Filmografi
- 1934 – Fången från djävulsskeppet
- 1935 – Dr Yogami från London
- 1938 – Han som tänkte med hjärtat
- 1940 – Frank James hämnd
- 1941 – Sierra
- 1944 – Livbåt
- 1949 – Norr om Rio Grande
- 1949 – Pionjären
- 1953 – Texas i uppror